# エスタディオ・ムニシパル・デ・イプルーア

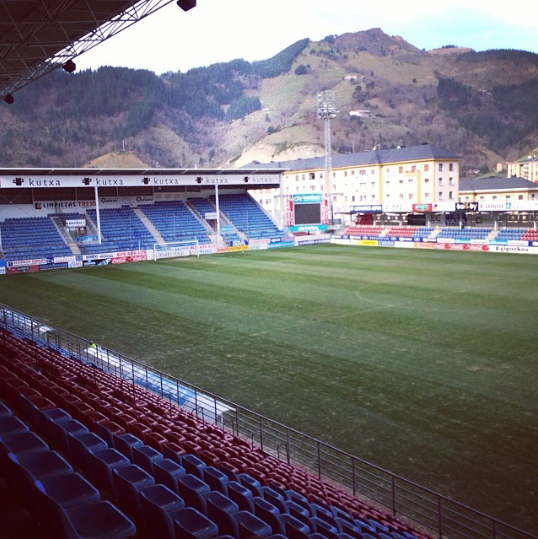
2014年

エスタディオ・ムニシパル・デ・イプルーア（スペイン語: Estadio Municipal de Ipurúa）は、スペイン・バスク州ギプスコア県エイバルにある多目的スタジアム。主にサッカーの試合に使用され、SDエイバルがホームスタジアムとしている。1947年に建設され、7,083人（全数が固定座席）を収容する。ピッチサイズは縦103メートル×横65メートルである。

## 歴史
イプルーアが建設される前のエイバル市には簡素なサッカー場がいくつか存在したが、1947年9月14日のSDエイバル対CDエルゴイバル戦(0-2)で落成して以来、イプルーアはエイバル市でもっとも重要なサッカー場である。1948年にはメインスタンドの工事が始まり、1951年に竣工した。「谷底の町」とも呼ばれるエイバル市街地はデバ川が形成する細長い盆地の底に位置しているために、イプルーアのピッチは浸水や排水不良を起こしやすかったが、1959年には新排水システムの導入やピッチの水平化などが行われた。1970年にはメインスタンドの屋根が延長された上に初めて投光器が設置され、10月14日のレアル・ソシエダ対アスレティック・ビルバオのバスク・ダービーで設置後初の試合が行われた。1980年代にはグラウンドの改善が行われ、グランド西端部へのカバーの設置などが行われた。
1988-89シーズン終了後にはSDエイバルがセグンダ・ディビシオンに昇格したが、イプルーアはセグンダでもっとも簡素なスタジアムのひとつだった。エイバル市の市街地はイプルーアのある西側まで広がっており、スタジアムの北側は細い道路を隔てて民家が迫っており、南側は欧州道路のE-70号線/AP-8号線が迫っていることが増築を困難にしていた。SDエイバルはエイバル市議会とリーガ・デ・フトボル・プロフェシオナル(LFP)から資金援助を受け、1998年にイプルーアの完全改修計画を開始した。オリジナルのメインスタンドは取り壊され、新たにピッチの長さをすべてカバーするスタンドが建設された。新メインスタンドは2,800人を収容し、改修後のスタジアムの総収容人数の半分以上に達した。1999年にはゴール裏スタンドの改修工事も始まった。スタジアムの北側には道路が迫っているが、2001年には狭い北テラスに屋根が追加されて4列の座席が設置された。さらにはピッチには新たな排水システムが導入された。
2013-14シーズン終了後にSDエイバルが初めてプリメーラ・ディビシオン昇格を決めた後、北スタンドの改修計画と6,000席以上への増席計画がエイバル市議会によって承認された。2014-15シーズンのプリメーラ・ディビシオンにおいてイプルーアは収容人数最小のスタジアムだった。2015-16シーズンのホーム開幕戦、2015年8月30日のアスレティック・ビルバオ戦で改修工事完了後初の試合が行われた。2014-15シーズン最終節、2015年5月23日のSDエイバル対コルドバCF戦ではスタジアム記録を更新する6,065人の観客を集めた。SDエイバルはプリメーラ残留がかかっており、この試合に3-0で勝利している。